# Isole della Nuova Siberia
Le isole della Nuova Siberia (russo Новосиби́рские острова, Novosibirskie ostrova) sono un arcipelago situato nell'artico russo tra il Mare di Laptev ad ovest ed il Mare della Siberia Orientale ad est, alcune centinaia di chilometri al largo della costa della Sacha(Yakuzia). Coprono un'area di circa 38.400 km², sono disabitate e coperte dai ghiacci per la maggior parte dell'anno.

## Geografia
L'arcipelago consiste nel gruppo delle "isole della Nuova Siberia" propriamente dette, o isole Anžu, composte da:
- L'isola maggiore, formata da Kotel'nyj (Котельный, 11.700 km²) e Faddeevskij (Фаддеевский, 5.300 km²), unite dalla "terra di Bunge" (земля Бу́нге, 6.200 km²) che a volte è sommersa, (per un totale di 23.165 km²).
- Novaja Sibir' (o Nuova Siberia; Новая Сибирь, 6.201 km²)
- Isola di Bel'kov (Бельковский 535 km²)
- Isola di Železnjakov (Железнякова) e Matar (Матар), vicino alla costa nord-occidentale della terra di Bunge.
- Nanosnyj (Наносный), a nord del golfo Dragocennaja, tra Kotel'nyj e Bunge.

A sud delle Anzhu si trova il gruppo delle Isole Ljachovskij
- Bol'šoj Ljachovskij (Большой Ляховский, Grande Ljachovskij) 5.185 km²
- Malyj Ljachovskij (Малый Ляховский, Piccola Lyakhovsky), 899 km²
- Stolbovoj (Столбовой) 170 km².
- Isola di Semënov (Семёновский), in seguito sommersa.

Verso nord-est si trovano le isole De Long:
- Žannetty (Жаннетты)
- Genrietty (Генриетты)
- Bennetta (Беннетта)
- Isola di Vil'kickij (Вилькицкого)
- Žohova (Жохова)

- Nel 2013 è stata scoperta la piccola isola di Jaja[1].

## Storia
Le prime notizie dell'esistenza delle isole (1712) arrivarono attraverso Jakov Permjakov, in seguito sono state esplorate, tra il 1800 e il 1812, da Jakov Sannikov, Matvej Gedenštrom e altri.